# Heinz Hausdorf
Heinz Hausdorf (* 12. Februar 1922 in Dresden; † 26. Februar 1996 ebenda) war ein deutscher Grafiker.

## Leben und Werk
Heinz Hausdorf absolvierte von 1936 bis 1939 eine Lehre als Musterzeichner. Danach studierte er von 1947 bis 1952 an der Hochschule für Bildende Künste Dresden bei Hans Theo Richter und Josef Hegenbarth. Seit 1952 war er freischaffend als Grafiker in Dresden tätig und Mitglied im Verband Bildender Künstler der DDR. Hauptsächlich bestand sein Schaffen in Radierungen und Lithografien, später auch Holzschnitte, Feder- und Bleistiftzeichnungen überwiegend von Industrieansichten und Landschaften.

## Werke (Auswahl)
- Fernheizwerk (Radierung, 1951/1952)[1][2]

- Brückenbau (Lithografie, 1952)[3][2]

- Haus im Winter (Holzschnitt, 41 × 51 cm; auf der Vierten Deutschen Kunstausstellung)[4]
- Elbhafen (Holzschnitt, 41 × 51 cm; auf der Vierten Deutschen Kunstausstellung)

- Landschaften aus dem Bielatal (Lithografien; ausgestellt 1962/1963 auf der Fünften Deutschen Kunstausstellung)[5]
- o.T. / Blick aus Unter den Linden Richtung Schloßplatz mit Kronprinzenpalais, Zeughaus, Domkuppel und Palast der Republik (ca. 1980, Lithografie)[6]

- Fähre bei Hosterwitz (Radierung, 1983)[7]

## Ausstellungen
- 1958 und 1962/1963: Dresden, Vierte und Fünfte Deutsche Kunstausstellung
- 1956: Halle/Saale, Staatliche Galerie Moritzburg („Deutsche Landschaft“)
- 1961: Berlin, Akademie der Künste („Junge Künstler“)

- 1969: Leipzig, Messehaus am Markt („Kunst und Sport“)
- 1972, 1974 und 1979: Dresden, Bezirkskunstausstellung
- 1979: Dresden, Galerie Kunst der Zeit (Druckgrafik; mit Rosso Majores, Fritz Panndorf, Richard Sander und Helmut Schmidt-Kirstein)
- 1984: Dresden, Galerie Kunst der Zeit („30 Jahre Kunst der Zeit“)